# Çay Rəsullu
Çay Rəsullu è un comune dell'Azerbaigian situato nel distretto di Gədəbəy. Conta una popolazione di 1 239 abitanti.